# Oiapoque
Cet article concerne la ville du Brésil. Pour l'anneau du centaure (10199) Chariclo, voir Oiapoque (anneau).
Pour les articles homonymes, voir Oyapock (homonymie).
Oiapoque est une ville de l'État de l'Amapá au Brésil, située le long du fleuve Oyapock faisant face à la ville française de Saint-Georges en Guyane.

## Histoire
Les premiers habitants de la région sont des ancêtres des peuples Wayãmpi, qui occupaient l'étendue territoriale du fleuve Oyapock (Oiapoque en portugais) des Kali'na et des Palikur, concentrés dans la vallée du rio Uaçá et de ses affluents. Le mot « Oiapoque » est d'origine tupi-guarani, dérivé de oiap-oca, signifiant « maison des Wayãmpi ».
Durant la période coloniale, le territoire de l'actuelle Oiapoque faisait partie de la Capitainerie du Cabo Norte. Au début du xvie siècle, les Portugais d'Amérique menaient des luttes contre les autres Européens pour établir leur contrôle sur la région comprise entre le rio Oiapoque – à l'époque connu sous le nom de Vicente Pinzón –, au nord, et l'Amazone, au sud, pour étendre leur empire colonial.
C'est dans cette ville qu'Isabel Godin retrouve son époux, le géographe Jean Godin des Odonais le 22 juillet 1770, après une séparation de 20 ans et un périple de 10 mois à travers l'Amazonie.
La municipalité d'Oiapoque tire son origine de l'installation, à une date indéterminée, d'un métis du nom d'Émile Martinique, premier habitant non-indigène du lieu. On sait que la localité s'appelait alors Martinique (Martinica), et, de nos jours encore, il n'est pas rare d'entendre cette désignation, notamment de la part des habitants les plus vieux. Peu après, elle a aussi porté le nom de Vila do Espírito Santo. En 1907, le gouvernement fédéral brésilien crée[réf. souhaitée] le 1er Détachement militaire de la commune, qui servait pour la rétention des prisonniers politiques. Quelques années après, ce détachement est transféré à Santo Antônio – actuel district de Clevelândia do Norte – avec la dénomination de Colonie Militaire. Pour marquer la souveraineté brésilienne sur les régions limitrophes du pays face au Contesté franco-brésilien d'Amapá résolu en 1901, un Monument à la Patrie fut érigé pour marquer le commencement du territoire brésilien.
La municipalité est créée le 23 mai 1945, par la loi 7578[réf. souhaitée].

## Situation géographique
La municipalité d'Oiapoque est située dans la partie la plus septentrionale de État d'Amapá. Elle est limitée, au Nord, par la Guyane française (communes de Saint-Georges et de Camopi) et, au Sud, par les municipalités de Calçoene, Serra do Navio et Pedra Branca do Amapari. À l'Est, elle est baignée par l'Océan Atlantique et, à l'Ouest, elle fait limite avec Laranjal do Jari.
Elle est composée d'un district siège municipal, Oiapoque, et d'autres deux districts :
- Clevelândia do Norte (zone militaire) ;
- Vila Velha (zone de propriétés d'extraction agricole).

Autres localités de la municipalité :
- Vila Brasil (hameau qui sert de base arrière aux prospecteurs clandestins passés en Guyane française) ;
- Taperebá (base des pêcheurs du littoral) ;
- Ponte do Cassiporé ;
- Rio Cassiporé, point multimodal routier-fluvial important, principalement pour les éleveurs et les agriculteurs de la région ;
- Villages amérindiens : Manga, Santa Isabel, Espírito Santo, Açaizal, Urucaura et Kumarumã.

Il n'existe en octobre 2011 qu'une seule route reliant à la capitale, Macapá : la BR-156, longue d'environ 600 km. Le pont sur l'Oyapock permet le franchissement du fleuve vers Saint-Georges en Guyane depuis mars 2017.

## Économie
Par ailleurs, les nombreux touristes guyanais stimulent l'activité commerciale de la ville. En effet, ceux-ci sont attirés par cette ville frontalière réputée offrir de meilleurs prix qu'en Guyane, notamment pour les alcools, le tabac, la viande brésilienne. La prostitution est également une activité importante, notamment dans "les cabarets, les bars de rue et les posadas[réf. à confirmer]" qui sont très fréquentés par les touristes malgré une importante épidémie de VIH,.
- Revenu per capita (2000) : 257,93 R$ (Change 2000 : 1 R$ = 4 FF) Source : Atlas du Développement humain/PNUD
- PIB per capita (2004) : 9 187 R$ (Change 2004 : 1 € = 3,40 R$) Source : IBGE/2004

Le pont reliant la Guyane française au Brésil est aussi un point d’entrée bien que les échanges commerciaux soient encore faibles entre les deux pays ( France et Brésil) via cet itinéraire.

## Maires
| Période | Période | Identité                         | Étiquette | Qualité             |
| ------- | ------- | -------------------------------- | --------- | ------------------- |
| 2001    | 2004    | Francisco Milton Rodrigues       | PMDB      | élu avec 2 840 voix |
| 2005    | 2008    | Manoel Alício da Silva Sfair     | PDT       | élu avec 2 643 voix |
| 2009    | 2012    | Raimundo Agnaldo Chagas da Rocha | PP        | élu avec 4 560 voix |
| 2013    | 2016    | Miguel Caetano de Almeida        | PSB       |                     |
| 2017    | 2020    | Maria Orlanda Marques Garcia     | PSDB      |                     |

## Démographie
- Espérance de vie :  ans (200x) Source :
- Coefficient de mortalité infantile (200x) :  pour 1000 Source : Datasus, Ministério da Saúde
- Taux d’analphabétisme (2000) : 13,61 % Source : INEP/MEC
- Croissance démographique (2006) : 3,70 % par an
- Indice de Développement Humain (IDH) : 0,738 Source : Atlas du Développement Humain PNUD - 2000
- 46,94 % de femmes
- 53,06 % d'hommes
- 60,86 % de la population est urbaine
- 39,14 % de la population est rurale

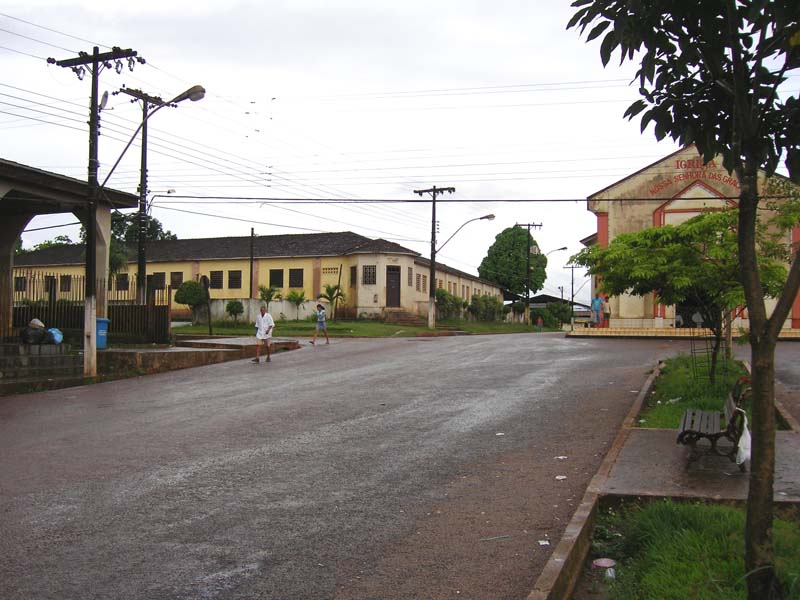
Vue d'Oiapoque.

## Vidéographie
- Oyapock, Documentaire de 53 minutes, tourné durant plus d'un an en immersion auprès des habitants des villes frontalières / 2012.